# بلانچ (کارولینای شمالی)
بلانچ (به انگلیسی: Blanch) یک منطقهٔ مسکونی در ایالات متحده آمریکا است که در شهرستان کسول، کارولینای شمالی واقع شده‌است. بلانچ ۱۱۷٫۹۶ متر بالاتر از سطح دریا واقع شده‌است.